# Resolução 1495 do Conselho de Segurança das Nações Unidas
A Resolução 1495 do Conselho de Segurança das Nações Unidas é uma resolução do Conselho de Segurança das Nações Unidas aprovada por unanimidade neste órgão a 31 de Julho de 2003 , referente ao processo de descolonização do Saara Ocidental. A sua importância resulta do facto de apoiar como solução política óptima (no texto "an optimum political solution") o Plano Baker, esboçado por James Baker III, à data o Representante Especial para o Saara Ocidental do Secretário-Geral das Nações Unidas Kofi Annan, como substituição do Settlement Plan de 1991.
A resolução foi saudada pela Frente Polisário, apoiante do Plano Baker, mas foi rejeitada pelo governo de Marrocos, que resistiu à sua implementação.